# Zamium incultum
Zamium incultum är en skalbaggsart som beskrevs av Francis Polkinghorne Pascoe 1864. Zamium incultum ingår i släktet Zamium och familjen långhorningar.
Artens utbredningsområde är:
- Botswana.
- Lesotho.
- Malawi.
- Moçambique.
- Rwanda.
- Swaziland.
- Zimbabwe.

Inga underarter finns listade i Catalogue of Life.